# Rodzina niepełna
Rodzina niepełna – rodzina, w której dziecko jest wychowywane przez jedną osobę dorosłą, na której spoczywa odpowiedzialność za gospodarstwo domowe.
Obecnie rezygnuje się z określenia „rodzina niepełna” na rzecz takich sformułowań jak „rodzina monoparentalna”, „monorodzicielska”, „minimalna”, "samodzielni rodzice" i coraz rzadziej „samotni rodzice” lub „samotne rodzicielstwo”.
Taki typ rodziny powstaje najczęściej wskutek rozwodu, długotrwałej nieobecności drugiego z rodziców (która może być spowodowana np. wyjazdem, pobytem w szpitalu, więzieniu) lub śmierci jednego z rodziców. W zależności od charakteru nieobecności mówimy wtedy o rodzinie niepełnej czasowo, okresowo lub stale.
Rodzinom monoparentnym niekiedy przypisywano dawniej mniejszą zdolność do wychowywania dzieci. Badania współczesne potwierdzają jednak, że dzieci z rodzin pełnych i niepełnych nie różnią się ani poznawczo, ani behawioralnie.
Według danych ze spisu powszechnego z 2011 roku blisko 24% rodzin w Polsce stanowiły rodziny niepełne. W roku 2002 odsetek ten wynosił 18,5%. Szczególnie silny wzrost liczby rodzin monorodzicielskich wykazał spis wśród rodzin wiejskich. 
W 2005 w Wielkiej Brytanii było ok. 1,9 miliona samotnych rodziców, którzy wychowywali 3,1 miliona dzieci. Jedna na cztery rodziny stanowiła rodzinę niepełną, w tym 9% tych rodzin stanowili samotni ojcowie.